# A törvénytelenség börtöne
A törvénytelenség börtöne (eredeti cím: The Prison) 2017-ben bemutatott dél-koreai bűnügyi-akciófilm, melyet Na Hyun rendezett. A főszereplők Han Suk-kyu és Kim Rae-won.  
2017. március 23-án mutatták be Koreában.

## Cselekmény
Song Yoo-gun (Kim Rae-won) egykori nyomozó bevonul a börtönbe, hogy találkozzon egy olyan emberrel, akit a fogvatartottak a börtön "királyának" neveznek. Így felfedheti az igazságot fiatalabb testvérének halálával kapcsolatban, valamint egyszer és mindenkorra megbosszulhatja öccsét. 

## Szereplők
| Szereplő       | Színész         | Magyar hang      |
| -------------- | --------------- | ---------------- |
| Jung Ik-ho     | Han Suk-kyu     | Törköly Levente  |
| Song Yoo-gun   | Kim Rae-won     | Varga Gábor      |
| Kang igazgató  | Jung Woong-in   | Kassai Károly    |
| Hong-pyo       | Jo Jae-yoon     |                  |
| Dr. Kim        | Kim Sung-kyun   | Galbenisz Tomasz |
| Chang-gil      | Shin Sung-rok   | Bognár Tamás     |
| Bae parancsnok | Lee Geung-young | Forgács Gábor    |